# حزب الله (إيران)

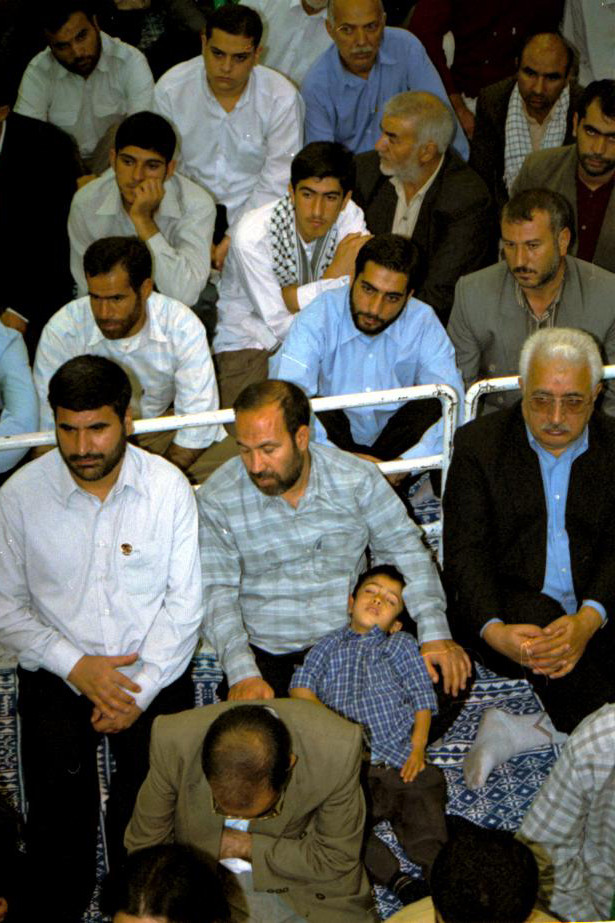

حزب الله هو حركة إيرانية تشكّلت أثناء الثورة الإيرانية لمساعدة آية الله روح الله الخميني وقواته في تعزيز السلطة. ويُشار عادةً في وسائل الإعلام والأعمال المكتوبة إلى أفراد هذه الجماعة بدلاً من الحزب نفسه، وذلك لأن حزب الله ليس (ولم يكن) حركة مستقلة محكمة التشكيل، وإنما حركة مكوّنة من مجموعات مفككة تتمركز غالبًا حول أحد المساجد.
يُقال عن أعضاء حركة حزب الله إن «سلوكهم بوجه عام لا تحكمه قيود الشرطة أو الخوف من العقاب»،; وقد شنت هذه الجماعة في البداية هجمات على المظاهرات ومكاتب الصحف التي وجهت نقدًا لآية الله الخميني. ويُقال أيضًا إنهم «لعبوا دورًا مهمًا في الشارع في الأوقات الحرجة التي شهدتها بداية الثورة، وذلك بمواجهتهم مَن اعتبرهم النظام ضالعين في الثورة المضادة.»;
وما إن اختفت التحديات السياسية التي كان يواجهها النظام حتى امتدت هجمات حزب الله لتشمل مجموعة واسعة النطاق من الأنشطة المكروهة لأسباب «أخلاقية» أو «ثقافية»، مثل عدم الالتزام بالحجاب، الاختلاط بين الجنسين وشرب الخمر. والمتحدث الرسمي لحزب الله الإيراني هو مجتبى بيجدلي.

## التاريخ والأنشطة

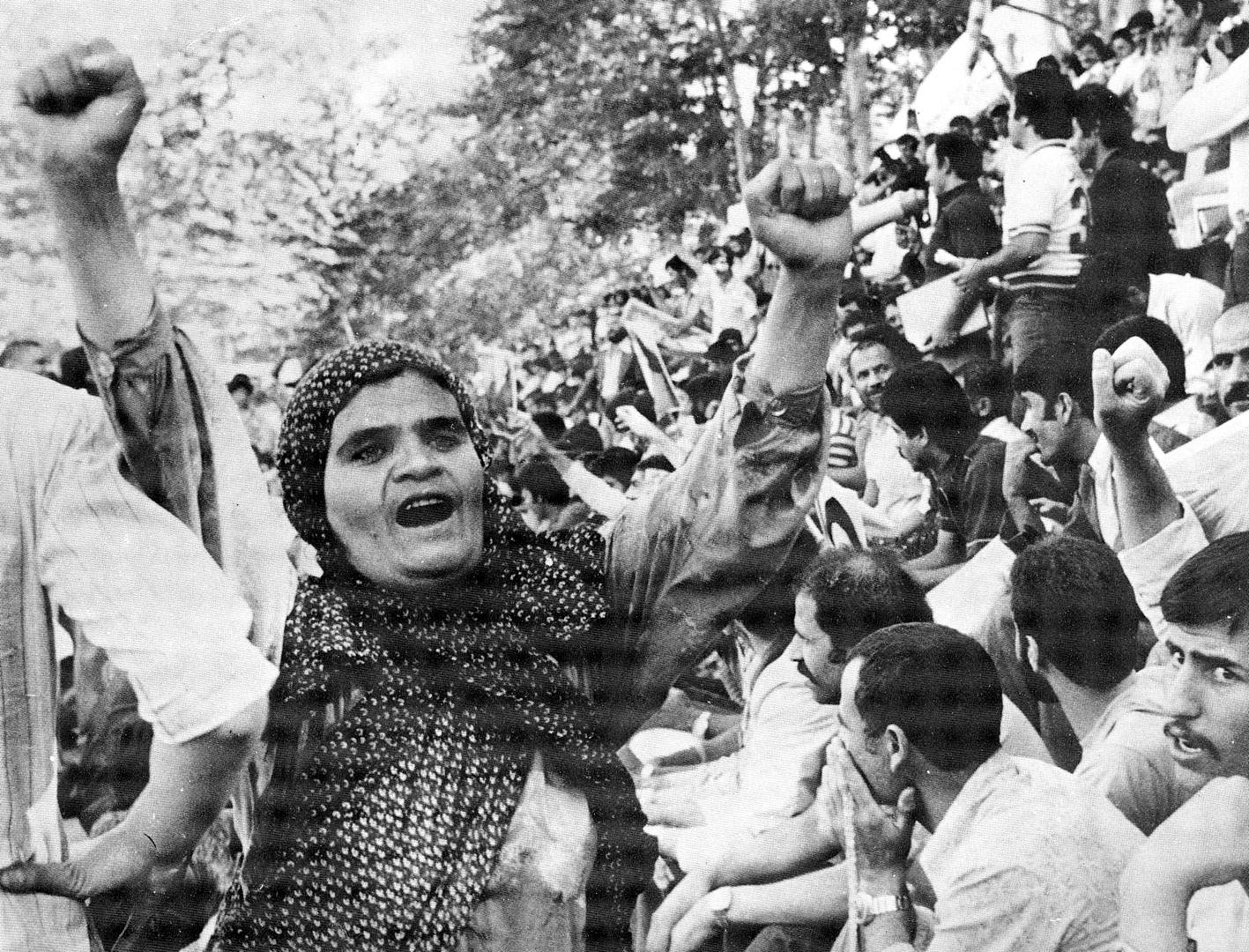
هاجمت زهرة خانم التي تضم حوالي 200-300 متابع مكاتب الصحف والمجلات الناقدة والتجمعات والمظاهرات للتيارات اليسارية والوطنية والسياسية المعتدلة.

احمد الطيب احسن زول فيك يا دنيا خيبهههيهيتيعيتيتي موجان مومن، صارت صور التعاون بين الجماعات العنيفة ورجال الدين شائعة في عهد الحكومة القاجارية الضعيفة؛ «إذ اعتاد العلماء» البارزون«في أي مدينة على إحاطة أنفسهم بعصبة من الأفراد الهمجيين الموجودين في هذه المدينة، والمعروفين باسم اللوتيين، مما كان يحقق المصلحة لكلا الطرفين.» فبذلك، كان لدى العلماء «عصبة متأهبة» للنزول إلى الشوارع لمعارضة ما كان هؤلاء العلماء يعارضونه، في حين صار «لدى اللوتيين في المقابل نصير يمكنهم اللجوء إليه في حال هجوم الحكومة عليهم». ويرى مومن أن مصطلح «أفراد حزب الله» الذي ظهر بعد الثورة الإسلامية كان «في الواقع، اسمًا جديدًا لجماعات الشوارع العنيفة التي ربطتها دومًا علاقة وثيقة مع العلماء».
واسم حزب الله اسم عام مستمَد من صيحة الاحتشاد التي استخدمها «أفراده»: «حزب واحد فقط - حزب الله؛ قائد واحد فقط - روح الله.» ومصطلح حزب الله مأخوذ من آية قرآنية...
وَمَنْ يَتَوَلَّ اللَّهَ وَرَسُولَهُ وَالَّذِينَ آمَنُوا فَإِنَّ حِزْبَ اللَّهِ هُمُ الْغَالِبُونَ.
[القرآن 5:56](italics added)

... وكان روح الله أول اسم لقائد الثورة الإسلامية آية الله روح الله الخميني
في الأيام الأولى من الثورة، أنكر أنصار الخميني - الأعضاء في الحزب الجمهوري الإسلامي — اتصالهم بحزب الله، وأشاروا إلى أن استمرار هجمات الحزب تعبر عن إرادة الشعب التي لا تملك الحكومة القدرة على السيطرة عليها.
العضو بحزب الله يملؤه حماس جارف يفوق الخيال. وهو كتابي [ملتزم بتعاليم الإسلام]، ينبذ الميل إلى الشرق أو الغرب. ولديه العديد من الوثائق التي تكشف خيانة مَن يدعون المعرفة والثقافة. ومن سماته البساطة والإخلاص والغضب. ويجدر الابتعاد عنه عند غضبه، فهو يدمر كل ما بطريقه. والخميني قلبه وروحه. ... العضو بحزب الله لا يضع معطرًا، أو يرتدي ربطة عنق، أو يدخن السجائر الأمريكية. ... وقد تتساءل من أين يأتي بمعلوماته. الفرد بحزب الله موجود في كل مكان؛ فهو مَن يقدم لك الطعام ويبيع لك المثلجات.
وفي الواقع، تشرف القوات الجمهورية الإسلامية على حزب الله. ويُعد حجة الإسلام هادي غفاري، «الشاب التابع للخميني»، المسؤول عن هذا الحزب.
استغلت الثورة الثقافية الإسلامية حزب الله ضد العلمانيين وأنصار الحداثة في جامعات إيران.
بعد صلاة الجمعة يوم 18 أبريل 1980، هاجم الخميني الجامعات بعنف. «ليس ما يخيفنا العقوبات الاقتصادية أو التدخل العسكري، بل ما يخفينا هو الجامعات الغربية، وتدريب شبابنا بما يحقق مصالح الغرب أو الشرق.» وكانت كلماته بمثابة إشارة للهجوم الذي شُنَّ مساء ذلك اليوم على كلية تدريب المعلمين بطهران. وأشارت التقارير إلى إعدام أحد الطلاب دون محاكمة. كما ذكر أحد المراسلين البريطانيين أن حرم الكلية صار أشبه بساحة قتال بعد ما حدث. وفي اليوم التالي، فتش أفراد حزب الله مكاتب الطلاب اليساريين في جامعة شيراز. وتطلب حوالي 300 طالب العلاج بالمستشفى. هوجِم كذلك الطلاب في جامعتي مشهد وأصفهان.
استمرت الهجمات يوم 21 أبريل وفي اليوم التالي بالجامعات في الأحواز ورشت. ولقى أكثر من 20 شخصًا حتفهم في هذه المواجهات بالجامعات. ... وأغلقت الجامعات أبوابها بعد مواجهات أبريل بفترة قصيرة من أجل أسلمتها. وكان من المفترض ألا تفتح أبوابها إلا بعد مرور عامين." 
يُقال إن «أعضاء» حزب الله هم «المجموعة ذاتها» التي أحاطت بالعلماء البارزين أثناء حكم القاجار للبلاد، و«كانوا على استعداد للنزول إلى الشوارع وإثارة القلاقل عندما يرغب العلماء في ذلك.»
وكانوا يُعرَفون باسم جماعات العنف بالمدن أو اللوتيين.

### المظهر
لا يرتدي أعضاء حزب الله زيًا موحدًا، لكن الإيرانيين يميزونهم بمظهرهم البعيد تمامًا عن الموضة، لا سيما الموضة الغربية. فهم يفضلون ارتداء القمصان البسيطة ذات الياقات التي لا تتماشى مع صيحات الموضة، ولا يثنونها أبدًا داخل سراويلهم؛ والسراويل البسيطة (ما عدا الجينز)؛ وأحذية أو خفاف بسيطة سوداء اللون. ويرتدون غالبًا في فصل الشتاء الوشاح الفلسطيني ذا اللونين الأبيض والأسود. ويطلقون دومًا اللحى أو يتركونها غير حليقة لمدة ثلاثة أيام.

## أنصار حزب الله
تشكلت جماعة أنصار حزب الله في عام 1995، وفي أحد التقارير الصادرة عن منظمة العفو الدولية عام 1997، وُصِفت هذه الجماعة بأنها أحد «فروع» حزب الله. كما وصفتها أيضًا صحيفة الشرق الأوسط الدولية بأنها «الحليف القائم بالأعمال القانونية» لحزب الله. أما الصحفي آفشين مولافي، فيصف أنصار حزب الله بأنهم «جماعة صغيرة متطرفة» لا يتجاوز «عدد أعضائها في طهران 100 فرد»، لكن تأثيرها لا يتناسب مع هذا العدد القليل. ويرجع الفضل في ذلك إلى ما تتمتع به من «علاقات مع الشرطة والخدمات الأمنية ورجال الدين المحافظين رفيعي المستوى.» واشتهر أنصار حزب الله بتهجمهم على «الفيلسوف الإسلامي الشهير» عبد الكريم سروش.

### قائمة المصادر
- Bakhash, Shaul (1984). Reign of the Ayatollahs. Basic Books,.{{استشهاد بكتاب}}:  صيانة الاستشهاد: علامات ترقيم زائدة (link)
- Moin, Baqer (2000). Khomeini: Life of the Ayatollah. Thomas Dunne Books. مؤرشف من الأصل في 2022-03-27.
- Schirazi, Asghar (1997). The Constitution of Iran. Tauris.

## وصلات خارجية
- Iran: Group known as Anssar-e Hizbollah (Ansar/Anzar e Hezbollah) UNHCR 2007